# Géant (mythologie)
Pour les articles homonymes, voir géant.

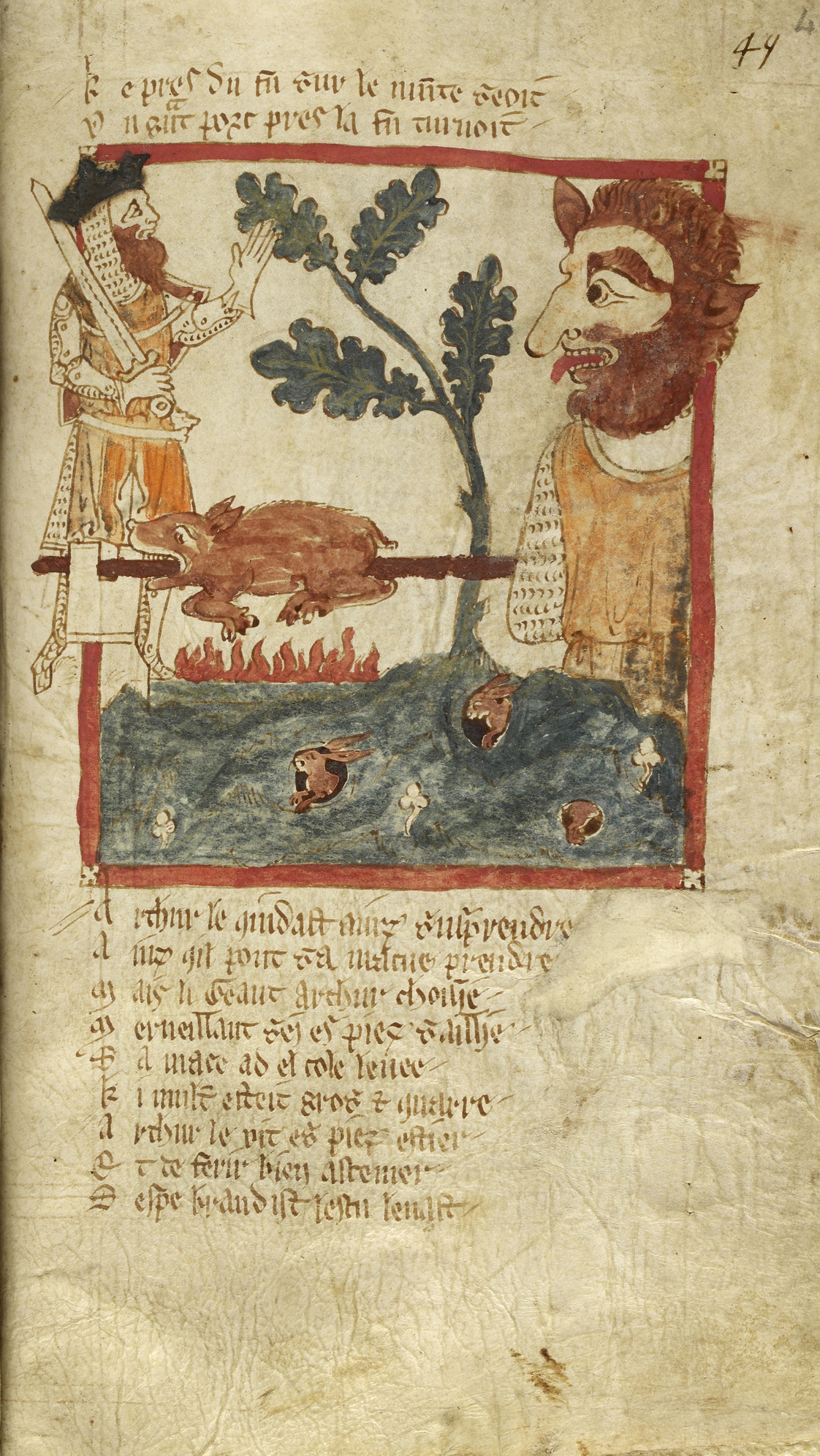
Le roi Arthur rencontre un géant faisant rôtir un porc.
Enluminure du Roman de Brut de Wace, XIVe siècle, British Library, ms. Egerton 3028, 49.

Dans certains folklores et certaines mythologies, les géants sont des créatures généralement anthropomorphes et de très grande taille.
La tradition narrative et mythologique indo-européenne fait souvent des géants des êtres primordiaux, associés à la cosmogonie et aux forces de la nature. Ces géants caractérisés par leur force et brutalité sont souvent en conflit avec les dieux, notamment dans les mythologies grecque, nordique, et ossète.
Les géants sont également présents dans les religions abrahamiques, Goliath étant le plus célèbre.
Les histoires de géants se retrouvent dans le folklore et dans les contes pour enfants. En France, le géant le plus connu est Gargantua, popularisé par François Rabelais. Le folklore se manifeste dans des fêtes populaires des processions de géants dans le nord de la France et en Belgique, qui sont inscrites sur la liste du patrimoine culturel immatériel de l'humanité par l'UNESCO.

## Mythologie finnoise et estonienne
Les géants sont présents dans le légendaire et la tradition folklorique finnoise. L'épopée nationale finlandaise, le Kalevala, rapporte l'histoire du géant Antero Vipunen qui engloutit le héros Väinämöinen seulement pour le régurgiter après que le héros le torture de l'intérieur et obtient de lui des chants magiques.
Dans la cosmogonie finnoise, Ilmatar est la déesse primordiale d'une taille gigantesque, qui modèle les reliefs de la Terre avec son corps.
L'épopée nationale estonienne Kalevipoeg, compilée à partir de chants populaires, narre les aventures d'un héros géant doté d'une grande force.

## Mythologie grecque
Les géants de la mythologie grecque sont les fils de la déesse primordiale Gaïa, et se caractérisent par leur grande taille et leur force. Ils se sont retrouvés en conflit avec les divinités olympiennes, un épisode appelé les gigantomachies.

## Mythologie nordique

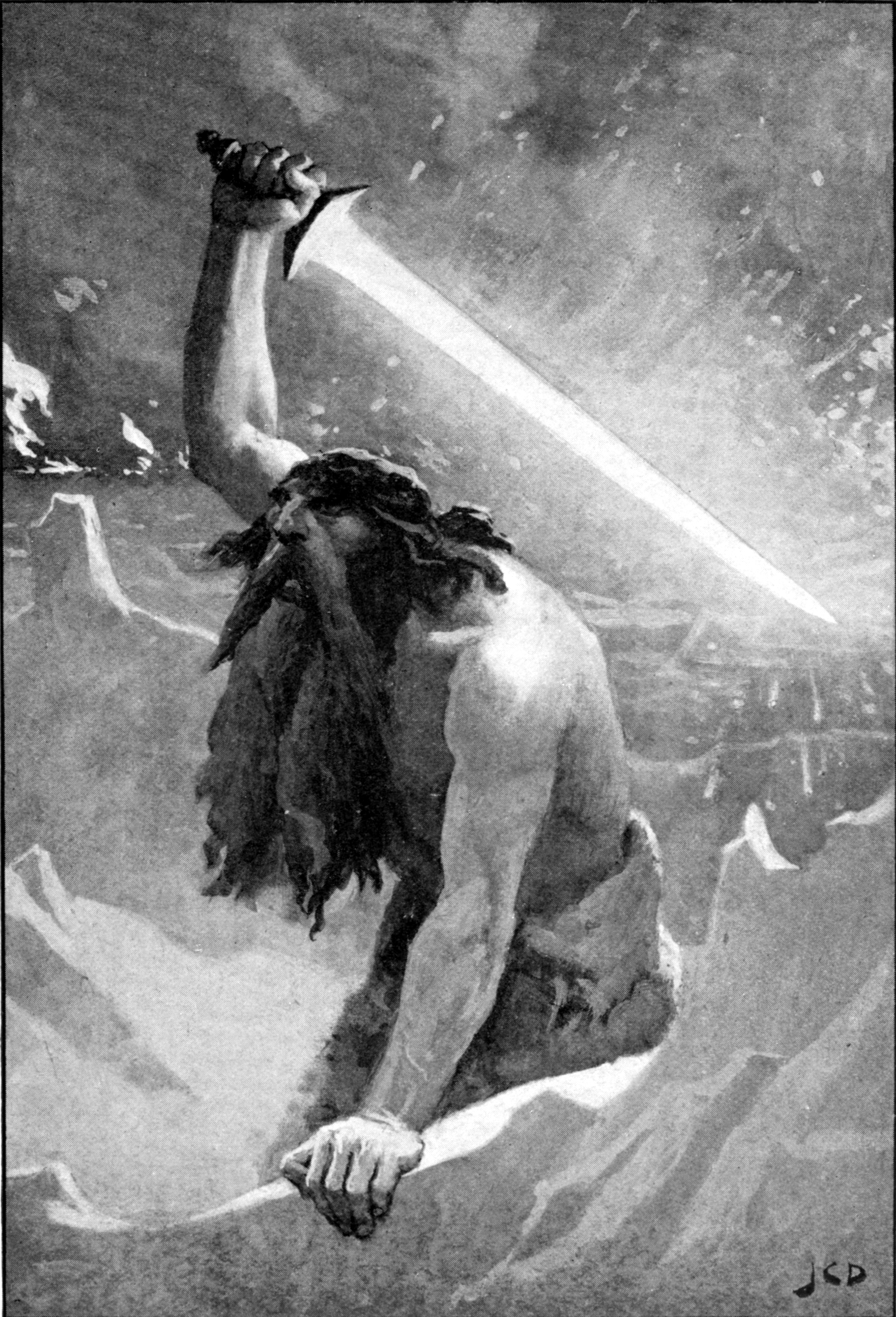
Surt détruisant les mondes avec son épée flamboyante (Dollman, 1909)

Les Jötunn sont les géants de la mythologie nordique. Ils ont un rôle important dans la cosmogonie puisque la première créature vivante, Ymir, est un géant créé du mélange de la glace de Niflheim et du feu de Muspellheim. Ymir a alors engendré toute la race des géants, dont certains se sont unis avec des dieux, ainsi l'ensemble du panthéon nordique descend également des géants. Le dieu Odin et ses frères tuent ensuite le géant primordial Ymir et créent la terre (Midgard) avec sa dépouille.
Certains géants se lient avec les dieux au point de rejoindre le panthéon divin (Loki, Skadi...), d'autres sont des amis des dieux et ont une fonction quasi-divine (Ægir est le géant des mers). Néanmoins, les géants sont en général les ennemis jurés des dieux, ils se caractérisent par leur force brute mais certains sont également rusés et sages (Útgarða-Loki, Vafþrúðnir). Comme certains dieux, ils sont souvent capables de métamorphose (Thjazi). Le pire ennemi des géants est le dieu Thor, qui défend le monde des dieux d'Ásgard de leurs attaques, et livre régulièrement des batailles victorieuses contre eux.
Dans l'eschatologie nordique, une grande bataille prophétique aura lieu, le Ragnarök, où les géants et les autres forces du chaos se battront contre les dieux et les hommes. Au terme de ce conflit, seuls survivront quelques dieux et un couple d'humains.
Le troll est synonyme de Jötunn, toutefois à la christianisation de la Scandinavie, le nom de trolls est resté dans le folklore nordique pour désigner des créatures généralement plus grandes que les humains, et souvent brutales, laides et stupides.

## Bible

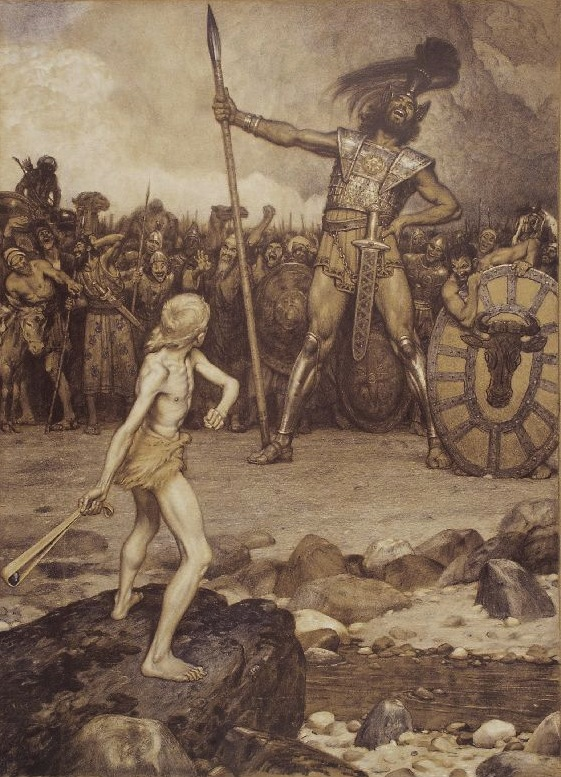
David combattant le géant Goliath (1888) par Osmar Schindler (1869-1927).

La Bible mentionne l'existence de géants à différentes reprises. Dans la Genèse, il est dit « Et il y avait des géants sur la Terre en ces temps-là (…) ». Le roi David combat également le géant Goliath. La taille présumée du Goliath biblique est d'environ 2,80 m, tandis que Robert Wadlow qui détient le record de l'homme le plus grand ayant existé dans l'histoire moderne mesurait 2,72 m à l'âge de 22 ans.
Dans le Livre des Nombres, il est fait référence aux géants : « nous vîmes des géants, les fils d’Anak… et à nos yeux nous étions devant eux comme des sauterelles ».
Dans le Deutéronome, il est fait référence à l'Og géant, le roi de Basan : « (…) et nous prîmes toutes leurs villes, car Og seul restait, des fils des géants, et voyez, son lit était un lit de fer, et n'est-il pas à Rabbath, chez les enfants d'Ammon, et il était de neuf coudées de long et de quatre de large, des coudées d'homme (…) ». Une coudée était d'environ 45 ou 50 cm. Par conséquent, le lit du roi Og était de 4,5 mètres de long et environ 2 mètres de large.
Dans le Livre de Josué, il est fait référence à la « terres des géants ».

## Islam
Selon l'Islam, le premier Homme sur terre, Adam était haut de 60 coudées ce qui représente environ 30 mètres.
Un hadith rapporté par al-Boukhari en 3336 et par Mouslim en 7092 mentionne « Adam fut créé par Allah avec une taille de 60 coudées. Et puis Il lui dit : va saluer ces anges là et écoute leur réponse. Car elle constitue la manière de saluer qui t’est réservée, toi et tes descendants … Il (leur) dit : assalamou alaykoum et ils lui répondirent wa alaykoum as-salaam wa rahmatou Allah[Quoi ?] » en lui ajoutant « wa rahmatou Allah[Quoi ?] ». Toute personne qui entrera au paradis se présentera à l’image d’Adam. Mais la taille des humains n’a cessé de régresser depuis ».